# سن-لیبوآر، کبک
سن-لیبوآر (به فرانسوی: Saint-Liboire) شهری در منطقه شهری له ماسکوتن ناحیه مونترژی در استان کبک کانادا است. در سرشماری سال ۲۰۱۱ این شهر ۲٬۸۴۶ نفر جمعیت داشته‌است و مساحت آن ۷۲٫۹ کیلومتر مربع است.